# تشايافوم
تشايافوم (بالإنجليزية: Chaiyaphum)‏ هي مدينة من مدن تايلاند. يبلغ عدد سكانها 42,436 نسمة وذلك حسب إحصائيات سنة 2006. يبلغ ارتفاع المدينة عن سطح البحر قرابة 185 متر. تقع على خط عرض 15.80556 وخط طول 102.03111.

## المناخ
يظهر الجدول التالي التغييرات المناخية على مدار السنة لتشايافوم:
| البيانات المناخية لـتشايافوم                                                                        | البيانات المناخية لـتشايافوم | البيانات المناخية لـتشايافوم | البيانات المناخية لـتشايافوم | البيانات المناخية لـتشايافوم | البيانات المناخية لـتشايافوم | البيانات المناخية لـتشايافوم | البيانات المناخية لـتشايافوم | البيانات المناخية لـتشايافوم | البيانات المناخية لـتشايافوم | البيانات المناخية لـتشايافوم | البيانات المناخية لـتشايافوم | البيانات المناخية لـتشايافوم | البيانات المناخية لـتشايافوم |
| الشهر                                                                                               | يناير                        | فبراير                       | مارس                         | أبريل                        | مايو                         | يونيو                        | يوليو                        | أغسطس                        | سبتمبر                       | أكتوبر                       | نوفمبر                       | ديسمبر                       | المعدل السنوي                |
| --------------------------------------------------------------------------------------------------- | ---------------------------- | ---------------------------- | ---------------------------- | ---------------------------- | ---------------------------- | ---------------------------- | ---------------------------- | ---------------------------- | ---------------------------- | ---------------------------- | ---------------------------- | ---------------------------- | ---------------------------- |
| الدرجة القصوى °م (°ف)                                                                               | 38.4 (101.1)                 | 39.5 (103.1)                 | 41.5 (106.7)                 | 42.6 (108.7)                 | 41.1 (106.0)                 | 38.5 (101.3)                 | 37.6 (99.7)                  | 37.2 (99.0)                  | 35.7 (96.3)                  | 33.5 (92.3)                  | 37.1 (98.8)                  | 35.8 (96.4)                  | 42.6 (108.7)                 |
| متوسط درجة الحرارة الكبرى °م (°ف)                                                                   | 31.0 (87.8)                  | 33.7 (92.7)                  | 35.7 (96.3)                  | 36.4 (97.5)                  | 34.6 (94.3)                  | 33.5 (92.3)                  | 32.9 (91.2)                  | 32.3 (90.1)                  | 32.0 (89.6)                  | 31.6 (88.9)                  | 30.9 (87.6)                  | 29.9 (85.8)                  | 32.9 (91.2)                  |
| المتوسط اليومي °م (°ف)                                                                              | 24.2 (75.6)                  | 26.7 (80.1)                  | 28.8 (83.8)                  | 30.0 (86.0)                  | 28.9 (84.0)                  | 28.5 (83.3)                  | 28.0 (82.4)                  | 27.6 (81.7)                  | 27.3 (81.1)                  | 27.0 (80.6)                  | 25.6 (78.1)                  | 23.8 (74.8)                  | 27.2 (81.0)                  |
| متوسط درجة الحرارة الصغرى °م (°ف)                                                                   | 18.5 (65.3)                  | 20.9 (69.6)                  | 23.1 (73.6)                  | 24.9 (76.8)                  | 25.0 (77.0)                  | 24.9 (76.8)                  | 24.5 (76.1)                  | 24.3 (75.7)                  | 24.1 (75.4)                  | 23.4 (74.1)                  | 21.2 (70.2)                  | 18.5 (65.3)                  | 22.8 (73.0)                  |
| أدنى درجة حرارة °م (°ف)                                                                             | 10.1 (50.2)                  | 11.9 (53.4)                  | 13.1 (55.6)                  | 19.8 (67.6)                  | 21.4 (70.5)                  | 21.9 (71.4)                  | 21.3 (70.3)                  | 21.4 (70.5)                  | 21.0 (69.8)                  | 14.6 (58.3)                  | 13.0 (55.4)                  | 6.8 (44.2)                   | 6.8 (44.2)                   |
| معدل هطول الأمطار مم (إنش)                                                                          | 4.5 (0.18)                   | 14.3 (0.56)                  | 51.3 (2.02)                  | 92.6 (3.65)                  | 140.2 (5.52)                 | 137.6 (5.42)                 | 110.4 (4.35)                 | 196.2 (7.72)                 | 230.0 (9.06)                 | 137.0 (5.39)                 | 19.0 (0.75)                  | 4.1 (0.16)                   | 1٬137٫2 (44.77)              |
| متوسط الأيام الممطرة                                                                                | 0.9                          | 2.1                          | 4.8                          | 7.5                          | 13.7                         | 13.0                         | 13.5                         | 15.5                         | 17.8                         | 10.4                         | 2.7                          | 0.7                          | 102.6                        |
| متوسط الرطوبة النسبية (%)                                                                           | 61                           | 60                           | 59                           | 64                           | 74                           | 75                           | 76                           | 79                           | 81                           | 76                           | 67                           | 63                           | 70                           |
| ساعات سطوع الشمس الشهرية                                                                            | 279.0                        | 245.8                        | 275.9                        | 240.0                        | 195.3                        | 153.0                        | 120.9                        | 117.8                        | 144.0                        | 198.4                        | 252.0                        | 260.4                        | 2٬482٫5                      |
| ساعات سطوع الشمس اليومية                                                                            | 9.0                          | 8.7                          | 8.9                          | 8.0                          | 6.3                          | 5.1                          | 3.9                          | 3.8                          | 4.8                          | 6.4                          | 8.4                          | 8.4                          | 6.8                          |
| المصدر #1: Thai Meteorological Department                                                           |                              |                              |                              |                              |                              |                              |                              |                              |                              |                              |                              |                              |                              |
| المصدر #2: Office of Water Management and Hydrology, Royal Irrigation Department (sun and humidity) |                              |                              |                              |                              |                              |                              |                              |                              |                              |                              |                              |                              |                              |

## أعلام
- سوتي سوكسومكيت